# Erich Weis (Romanist)
Erich Weis (* 16. Februar 1910 in Bildechingen; † 10. September 2003 in Salzburg) war ein deutscher Romanist, Anglist und Lexikograf.

## Leben
Erich Weis machte 1928 in Ebingen Abitur. Er studierte in Tübingen, Hamburg, Poitiers, Wien und Straßburg und wurde 1938 in Tübingen von Gerhard Rohlfs promoviert. Von 1936 bis 1957 war er Gymnasiallehrer für Französisch und Englisch. Dann wurde er Direktor des Instituts für Übersetzen und Dolmetschen der Universität Saarbrücken. Ab 1962 war er Professor an der Pädagogischen Hochschule Ludwigsburg, dann bis 1980 ordentlicher Professor an der Wirtschaftsuniversität Wien.
Seine englisch-deutschen und französisch-deutschen zweisprachigen Wörterbücher (Schöffler/Weis und Weis/Mattutat, erschienen im Ernst Klett Verlag) prägten die deutsche Wörterbuchlandschaft in der zweiten Hälfte des 20. Jahrhunderts. Seine Neubearbeitung von 1979 des Sachs/Villatte (erschienen im Verlag Langenscheidt) war eine der letzten großen Leistungen der Papierlexikografie.

## Werke (Auswahl)
- Der Elsässer im französischen Roman des 19. und 20. Jahrhunderts. Dissertation Tübingen 1938.
- (mit Heinrich Mattutat) Schöffler-Weis. Wörterbuch der englischen und deutschen Sprache. 1. Englisch-Deutsch.  Klett, Stuttgart 1951. (zahlreiche Auflagen)
- (mit Erwin Weis) Schöffler-Weis. Wörterbuch der englischen und deutschen Sprache. 2. Deutsch-Englisch. Klett, Stuttgart 1951 . (zahlreiche Auflagen)
- (mit Heinrich Mattutat) Wörterbuch der französischen und deutschen Sprache. Klett, Stuttgart 1959. (zahlreiche Auflagen)
- (mit Hinrichs Vazquez de Parga und Dušan Závada) Satzlexikon der Handelskorrespondenz deutsch-spanisch. Diccionario fraseológico comercial. Brandstetter, Wiesbaden 1973.
- (mit Eva Haberfellner) Wirtschaftsenglisch. Grund- und Aufbauwortschatz. Klett, Stuttgart 1976.
- (mit Eva Haberfellner) Wirtschaftsfranzösisch. Grund- und Aufbauwortschatz. Klett, Stuttgart 1977.
- Grund- und Aufbauwortschatz Englisch. Klett, Stuttgart 1977.
- (Hrsg.) Sachs‐Villatte. Langenscheidts Großwörterbuch Französisch. Teil I. Französisch‐Deutsch. Völlige Neubearbeitung 1979. Langenscheidt‐Verlag, Berlin–München–Wien-Zürich 1979.